# 千葉市立幕張東小学校
千葉市立幕張東小学校（ちばしりつ まくはりひがししょうがっこう）は、千葉県千葉市花見川区幕張町4丁目にある公立小学校。通称は「幕東」（まくとう）、「東小」（ひがししょう）、「幕張東」（まくはりひがし）など。

## 沿革
- 1968年 -  
  - 千葉市立幕張小学校より分離独立。1〜3学年までの編制9学級、児童数352人で発足。
- 1969年 -  
  - プレハブ4教室、千葉市立幕張小学校より7教室借用。
  - 第一期工事完成、のち、千葉市立幕張小学校より新校舎へ移転。
- 1970年 -  
  - 第二期工事完成。
  - 9月12日 - 創立落成記念式典挙行。校章、校歌制定。この日を創立記念日とした。
- 1971年 -  
  - 1年〜6年までの完全編制。
- 1972年 -  
  - 体育館完成。
- 1973年 -  
  - 千葉市体育研究推進校指定。
  - プール落成。
- 1974年 -  
  - 千葉市体育研究校同学校緑化研究推進校指定。
- 1977年 -  
  - 創立10周年記念式典挙行。
- 1980年 -  
  - 西通用門新設工事完了。
- 1987年 -  
  - 創立20周年記念式典挙行。
- 1989年 -  
  - 校舎内大規模改装工事（校舎内・体育館）完成。
- 1995年 -  
  - コンピューター室新設工事完成。
- 1996年 -  
  - プール改修工事完了。
- 1998年 -  
  - 創立30周年記念観劇・式典。
- 2001年 -  
  - 新教育課程推進モデル校指定。
  - 千葉市環境教育研究校指定。
- 2003年 -  
  - 西側校舎の改修工事完了。
- 2005年 -  
  - 地域ぐるみ学校安全推進モデル事業校指定。
- 2008年 -  
  - 千葉市学校評価の充実・改善の実践研究校指定。
  - 創立40周年記念式典挙行。
  - 東側校舎の耐震工事完了。
- 2010年 -  
  - 千葉市環境学習教育モデル校指定。
- 2012年 -  
  - 特別支援学級「なのはな学級」設置。
- 2013年 -  
  - 千葉市道徳教育研究校指定。
- 2015年 -  
  - 図工室を普通教室に改装。
  - 多目的室を図工室に変更。
- 2016年 -  
  - 第2多目的室を普通教室に改装。
  - 印刷室・資料室を普通教室に改装。
- 2017年 -  
  - 図工室を普通教室に改装。
- 2018年 -  
  - ボランティア活動推進協力校指定（3年間）
  - 創立50周年記念式典。当時千葉市長であった熊谷俊人が来校。

## 学校教育目標・スローガン
詳細：

### 教育目標
「自ら気付き・考え・学び、主体的に行動できる力をはぐくむ」

### スローガン
「学校が好き」

## 学校施設
第一校舎
3階建て。各学級の普通教室や職員室のほかに、音楽室や理科室などの特別教室がある。
第二校舎
2階建て。普通教室がある。
体育館
バスケットゴール(小学生サイズ)や肋木などが備わっている。
プール(屋外)
学童舎

## 交通アクセス[3]
- 幕張駅又は京成幕張駅から徒歩約13分
- 千葉シーサイドバス　幕張中学校西バス停から徒歩約3~4分
- 千葉シーサイドバス　千葉西税務署前バス停から徒歩約6分